# Аршакіди (царі Іберії)
Дина́стія Аршакі́дів або Аршакіані (груз. არშაკიანი, латиніз.: arshak'iani) — молодша гілка парфянської династії Аршакідів, що правила Іберійським царством (Картлі, Східна Грузія) з приблизно 189 року по 284 рік нашої ери. Після Аршакідів, до влади в Грузії прийшла династія Хосровідів.

## Історія
Коли династія Аршакуні, яку тоді очолював Вологез II (що правив у 180—191), здобула владу у Вірменії у 180 році, вони стали достатньо сильними, аби почати втручатись у політику Іберії. За середньовічними грузинськими хроніками, цар Вірменії (на думку професора Кирила Туманова — Вологез II), допоміг бунтівним дворянам Іберії скинути з престолу брата його дружини, Амазаспа II, останнього представника Фарнавазідів, після чого царем став син вірменського царя, Рев I. З правління Рева (189—216 рр) почалась влада Аршакідів у Іберії.
Парфійська династія Аршакідів прийшла до влади у трьох кавказьких королівствах: у Вірменії, Іберії та Албанії, однак у самій Парфії у 226 році їх скинула сильніша династія Сасанідів, що очолила Персію. Пізніші грузинські хроніки засвідчують цю зміну влади, однак в них також чимало анахронізмів та напівлегендарних алюзій, тому вони надають мало або взагалі не надають деталей про вплив іранського відродження на Аршакідську Іберію[уточнити]. Відома нині інформація походить з античних джерел та записів Сасанідів.
Сасаніди замінили слабку парфійську державу сильною та централізованою, та домоглись переорієнтації про-римської Іберії, та зробили їх своїми данниками. Шапур I (правив у 242—272) посадив на іберійський престол свого васала Амазаспа III (правив у 260—265), що скоріше за все був суперником чи антикоролем Мітрідата II. У 284 році, коли помер Аспагур I, династія іберійських Аршакідів перервалась. Сасаніди скористались нестабільністю в Римській імперії та посадили на іберійський трон свого кандидата, Міріана III, що очолив наступну династію Хосровідів.

## Королі Іберії з династії Аршакідів
- Рев I, 189—216
- Ваче (син), 216—234
- Бакур I (син), 234—249
- Мітрідат II (син), 249—265 (Амазасп III у 260—265 був антикоролем)
- Аспагур I (син), 265—284

## Подальше читання
- (груз.) Melikishvili, Giorgi et al.. (1970), საქართველოს ისტორიის ნარკვევები (Studies in the History of Georgia), Vol. 1. Tbilisi: Sabch'ota Sakartvelo.